# Lajeosa (Sabugal)
A Lajeosa, ou Lageosa, é uma povoação portuguesa do Município do Sabugal que foi sede da extinta Freguesia de Lajeosa, freguesia que tinha 14,82 km² de área e 201 habitantes (2011), e, por isso, uma densidade populacional de 13,6 hab/km².
A Freguesia de Lajeosa foi extinta (agregada) pela reorganização administrativa de 2012/2013, tendo o seu território sido agregado ao da Freguesia de Forcalhos para criar a União de Freguesias de Lajeosa e Forcalhos.
A Lajeosa dista aproximadamente trinta e dois quilómetros da sede do município. Situada junto à fronteira com Espanha é banhada por uma pequena ribeira.
A subsistência da população continua a estar ligada essencialmente à pastorícia e à agricultura.

## População
| População da freguesia de Lajeosa | População da freguesia de Lajeosa | População da freguesia de Lajeosa | População da freguesia de Lajeosa | População da freguesia de Lajeosa | População da freguesia de Lajeosa | População da freguesia de Lajeosa | População da freguesia de Lajeosa | População da freguesia de Lajeosa | População da freguesia de Lajeosa | População da freguesia de Lajeosa | População da freguesia de Lajeosa | População da freguesia de Lajeosa | População da freguesia de Lajeosa | População da freguesia de Lajeosa |
| --------------------------------- | --------------------------------- | --------------------------------- | --------------------------------- | --------------------------------- | --------------------------------- | --------------------------------- | --------------------------------- | --------------------------------- | --------------------------------- | --------------------------------- | --------------------------------- | --------------------------------- | --------------------------------- | --------------------------------- |
| 1864                              | 1878                              | 1890                              | 1900                              | 1911                              | 1920                              | 1930                              | 1940                              | 1950                              | 1960                              | 1970                              | 1981                              | 1991                              | 2001                              | 2011                              |
| 675                               | 798                               | 868                               | 864                               | 936                               | 936                               | 809                               | 998                               | 974                               | 771                               | 339                               | 339                               | 215                               | 258                               | 201                               |

Por idades em 2001 e 2011:	

| 0-14 anos | 5 | 5 | 15-24 anos) | 7 | 4 | 25-64 anos | 67 | 54 | 65 e + anos) | 179 | 138 |

## História
O seu topónimo, Lageosa, tem origem nas lajes graníticas que existem na freguesia.
A povoação é muito antiga, e sabe-se por documentos escritos, que sofreu ataques das tropas napoleónicas aquando da terceira invasão francesa a Portugal.

## Património
- O principal monumento da freguesia é sem dúvida a sua igreja matriz, construída no séc. XVIII (1774) e que se encontra em bom estado de conservação. É dedicada à padroeira, Nossa Senhora das Neves, em honra da qual se realiza todos os anos uma festa muito concorrida tanto pelos naturais como pelas populações vizinhas. Tem quatro altares, uma pia baptismal, as imagens do Divino Espírito Santo, de Santa Bárbara, de Santo António e de São Sebastião. Nos altares laterais, as imagens de Nossa Senhora da Conceição e de Nossa Senhora da Piedade.
- Capela do Divino Espírito Santo
- Nichos/Alminhas – Vários, dispersos pela povoação.
- Chafarizes – Existem dois chafarizes em granito, um de 1926 e outro de 1927.
- Moinhos de água
- Sepulturas escavadas na rocha

## Festas e Romarias
- Nossa Senhora das Neves (dia 5 de Agosto)
- Capeia arraiana (dia 6 de Agosto)